# Boarmia valens
Boarmia valens är en fjärilsart som beskrevs av Louis Beethoven Prout. Boarmia valens ingår i släktet Boarmia och familjen mätare. Inga underarter finns listade i Catalogue of Life.